# Affaire Morin (France)
Pour les articles homonymes, voir L'Affaire Morin et Morin.
L'affaire Morin est le débat et des suites judiciaires qui suivirent un article coécrit par Edgar Morin intitulé « Israël-Palestine : le cancer », publié le 4 juin 2002 dans le quotidien Le Monde. 
Deux associations, Avocats sans frontières et France-Israël, ont alors engagé des poursuites pour antisémitisme contre l'auteur. Après quatre ans de procédure et une condamnation en appel, la Cour de cassation a mis un terme définitif à ces poursuites en considérant que cette tribune relevait de la liberté d'expression.

## Point de vue judiciaire
La décision, prise en mai 2004 par le tribunal de Nanterre, de débouter les plaignants, avait été infirmée en appel, à Versailles en mai 2005. C'est cette dernière décision de la cour d'appel de Versailles qui fut cassée sans renvoi par un arrêt définitif de la Cour de cassation, le 12 juillet 2006. La Cour de cassation annula la condamnation pour « diffamation raciale », considérant que le texte publié n'était que l'expression d'une opinion.
Selon elle, « les propos poursuivis, isolés au sein d'un article critiquant la politique menée par le gouvernement d'Israël à l'égard des Palestiniens, n'imputent aucun fait précis de nature à porter atteinte à l'honneur ou à la considération de la communauté juive dans son ensemble en raison de son appartenance à une nation ou à une religion, mais sont l'expression d'une opinion qui relève du seul débat d'idées ».
En ce sens, la cour d'appel de Versailles a, selon elle, violé la loi sur la liberté de la presse du 29 juillet 1881, mais aussi l'article 10 de la Convention de sauvegarde des Droits de l'Homme et des Libertés fondamentales sur la liberté d'expression.

## Extrait du texte incriminé
Voici les deux passages incriminés de cet article, extraits du dispositif de l'arrêt d'appel, dont coquilles et anomalies typographiques ici non modifiées :

Le premier passage incriminé : 

« On a peine à imaginer qu'une nation de fugitifs issus du peuple le plus longtemps persécuté dans l'histoire de l'humanité, ayant subi les pires humiliations et le pire mépris, soit capable de se transformer en deux générations en peuple dominateur et sûr de lui, et à l'exception d'une admirable minorité en peuple méprisant ayant satisfaction à humilier. »

Le second passage incriminé : 

« Les juifs d'Israël, descendants des victimes d'un apartheid nommé ghetto, ghettoisent les palestiniens. Les juifs qui furent humiliés, méprisés, persécutés, humilient, méprisent, persécutent les palestiniens. Les juifs qui furent victimes d'un ordre impitoyable imposent leur ordre impitoyable aux palestiniens. Les juifs victimes de l'inhumanité montrent une terrible inhumanité. Les juifs, boucs émissaires de tous les maux, ‹ bouc-émissarisent › Arafat et l'Autorité palestinienne, rendus responsables d'attentats qu'on les empêche d'empêcher. »

## Critiques des plaignants et arguments de la défense
Il a été indiqué dans la presse que lors du procès, pour sa défense Edgar Morin avait fait valoir qu'il était lui-même juif, et que ce moyen en défense avait été rejeté dans son principe même par la juridiction d'appel. Edgar Morin a aussi fait valoir que les extraits incriminés avaient été sortis de leur contexte, le reste non seulement du texte, mais encore de toute son œuvre, confirmant que dans l'article les critiques portées contre « les juifs » s'adressaient non à un peuple mais à un occupant ; moyen en défense également rejeté.

Un paragraphe de l'article lui-même aurait pu laisser planer un doute sur le discours d'Edgar Morin « cette logique du mépris et de l'humiliation, écrivent les auteurs, n'est pas le propre des Israéliens, elle est le propre de toutes les occupations, où le conquérant se voit supérieur face à un peuple de sous-humains ». La suite du paragraphe développe une réflexion s'étendant au-delà du conflit israélo-arabe, pour finalement employer les propos ambigus de peuple élu [qui] agit comme la race supérieure, considérés par des critiques dans l'article incriminé comme une reprise de la phraséologie nazie, dépourvue de toute distinction entre « peuple élu » et « race supérieure ».

## Réactions à la suite de la condamnation de Morin par la cour d'appel
À la suite de cette condamnation qu'ils estiment injustifiée, des intellectuels expriment leur soutien à Edgar Morin. Une pétition « En témoignage de solidarité » recueille en quelques jours des centaines de signatures, dont nombre de célèbres universitaires, écrivains et hommes politiques. Une contre-pétition est lancée sur Internet le lendemain et ne rencontre le soutien d'aucune personnalité[réf. nécessaire].

## Point de vue des associations plaignantes
Pour Maitre Gilles-William Goldnadel, président de l'association Avocats sans frontières et vice-président de France-Israël,
« ce n'est pas parce qu'un abruti menace M. Morin qu'il faut en tirer des lois générales sur la non-modération de la communauté juive, puisqu'après tout rien ne dit que celui qui profère ces menaces le soit ».
« C'est M. Morin qui communautarise et qui généralise. La judéité de M. Morin m'indiffère. Ce qui compte, c'est la dangerosité de ses écrits.»

## Point de vue d'Edgar Morin
« Je ne suis pas en colère», dit M. Morin, qui insiste pour que l'on replace la tribune en question dans le contexte de la réoccupation de Jénine par l'armée israélienne. « Quand on cherche à comprendre, on ne peut pas haïr », ajoute-t-il. « Qu'il existe des petits groupes fascistoïdes qui me menacent, rien de plus banal. Ce qui l'est moins, c'est qu'on se retrouve dans une situation où beaucoup de "braves gens" finissent par tomber dans l'illusion que je suis antijuif.» 